# Stadtrat-Hahn-Park
Der Stadtrat-Hahn-Park ist eine Grünfläche im Stadtteil Wellingdorf der schleswig-holsteinischen Landeshauptstadt Kiel. Er befindet sich auf dem Ostufer der Kieler Förde zwischen Lütjenburger Straße und Franziusallee. Die ca. 12 Hektar große Parkfläche schließt am nördlichen Ende an den Schwanenseepark an.

## Geschichte
Der Park wurde 1936 nach den Plänen von Stadtgartenbaudirektor Ferdinand Hurtzig als Schlageter Park angelegt, benannt nach Albert Leo Schlageter, der bei den Nationalsozialisten als „Märtyrer der Bewegung“ galt. Die Anlage entstand aus einer Aufforstung am Tröndelbach und wurde 1945 zunächst in Schwanenseepark II, 1958 dann in Stadtrat-Hahn-Park umbenannt.
Stadtrat Willy Hahn war ab 1922 Stadtbaurat in Kiel und starb 1930 in Freiburg im Breisgau. Zu Hahns wichtigsten Werken zählt der zusammen mit Leberecht Migge bearbeitete Grünflächen- und Siedlungsplan für Kiel von 1922, in dessen Zuge der Kieler Grüngürtel projektiert wurde.
Der Stadtrat-Hahn-Park ist durch die Lütjenburger Straße sowie die Bahnstrecke Kiel Süd–Schönberger Strand vom Schwanenseepark getrennt, aber durch Fußgängerbrücken- und Tunnel mit ihm verbunden.